# ابن الشاط السبتي
قاسم بن عبد الله بن الشاط، أبو القاسم الأنصاري السبتي المغربي المالكي فقيه وأصولي مالكي.

## مولده
ولد بمدينة سبتة شمال المغرب سنة 643هـ، في فترة شهدت اضطرابات سياسية كبيرة في المغرب الإسلامي، بدأت بضعف الدولة الموحدية مروراً بسقوط قواعد الأندلس، وفي هذه الفترة خرجت سبتة من سيطرة الموحدين إلى سيطرة الحفصيين سلاطين تونس .

## شيوخه
درس ابن الشاط على طائفة من أعلام سبتة، منهم :ـ
- أبو بكر بن مشليون .
- الحافظ أبو يعقوب المحساني .
- ابن أبي خالد العبدري الأبذي .
- أبو عبد الله بن الطوطاني .
- أبو الحسن بن الطوطاني .

و كان أكثر من لازمه من شيوخه إمام النحاة أبو الحسن بن أبي الربيع .

## مكانته العلمية
قال عنه لسان الدين بن الخطيب : ((نسيج وحده في إدراك النظر ونفوذ الفكر، وجودة القريحة وتسديد الفهم، إلى حسن الشمائل وعلو الهمة، وفضل الخلق والعكوف على العلم)) .
و وصفه ابن القاضي بـ ((الفقيه الأجل المتفنن الأعرف)) .
و وصفه أبو القاسم التجيبي بـ ((مفيد المشايخ والأصحاب الفقيه الجليل الفاضل النبيل الإمام الكامل)) .
و قال ابن رشيد : ((ليس بالمغرب عالم إلا ابن البناء بمراكش ، و ابن الشاط بسبتة، والقاضي أبا عبد الله اللخمي القرطبي)).

## تلاميذه
من أشهرهم :
- أبو زكريا بن هذيل، شاعر وأديب، توفي سنة 753ه .
- أبو الحسن بن الجياب الأندلسي توفي سنة 749هـ .
- أبو البركات البلفيقي ت 773هـ .
- أبو بكر بن شبرين .
- أبو القاسم الحسني الشريف قاضي غرناطة توفي سنة 760هـ .

## مؤلفاته
- غنية الرائض في علم الفرائض .
- إدرار الشروق على أنواء الفروق.
- تحرير الجواب في توفير الثواب .
- الإشراف على أعلى شرف بالتعريف برجال الجامع الصحيح من طريق ابن الشرف .
- الفهرسة .

## وفاته
توفي ابن الشاط بسبتة سنة 723هـ .